# Trypanidius andicola
Trypanidius andicola là một loài bọ cánh cứng trong họ Cerambycidae.